# Авадана
Авадана (санскр. अवदान, IAST: avadāna, букв. «доблесть, подвиг») — один из жанров буддийской художественной литературы, по сути представляющий собой повесть о «благочестивых или греховных деяниях» и отражении их на последующих воплощениях совершивших их существ.
Помимо сюжетного единства жанр авадана отличается почти канонической композицией: она слагается из вступительного «повествования о настоящем», основной части — «повествования о прошлом» и заключительного поучения, устанавливающего тождество действующих лиц «повествования о прошлом» и «повествования о настоящем».
Стиль авадана также каноничен: постоянно повторяются начальные и заключительные фразы, описания событий и характеристики персонажей. 
На пали это раздел Канона — Ападана.
Многие авадана изданы на французском языке, значительная часть переводилась на китайский и тибетский.